# Жарик (Єрейментауський район)
Жари́к (каз. Жарық) — село у складі Єрейментауського району Акмолинської області Казахстану. Входить до складу Тайбайського сільського округу.
Населення — 43 особи (2021; 133 у 2009, 347 у 1999, 374 у 1989).
Національний склад станом на 1989 рік:
- казахи — 100 %.